# George Grenfell Baines
Pour les articles homonymes, voir Baines.
George Grenfell-Baines (30 avril 1908 - 9 mai 2003) est un architecte et urbaniste anglais. Il est le fondateur du Building Design Partnership. 

## Biographie
Né à Preston, sous le nom de George Baines, la modeste condition de sa famille le contraint à travailler dès l'âge de quatorze ans. George, ainsi que son jeune frère Richard (Dick), révèlent alors des talents pour le calcul et le dessin industriel peu communs. George quitte un emploi sûr, mais limité, au Bureau architectural du comté de Lancashire pour aller travailler chez la prestigieuse société privée Bradshaw Gass & Hope à Bolton, dans le Lancashire, en 1930. 
Là aussi, son talent est remarqué, mais l'entreprise insiste pour qu'il acquière tout d'abord une solide formation. Il suit alors les cours d'architecture de l'université de Manchester, d'où il sort en 1936 en obtenant de surcroit la médaille Heywood du meilleur étudiant de l'année. Sa thèse, qui porte sur la conception d'un Parlement pour la Rhodésie du Sud, obtient un prix qui lui rapporte 250 livres sterling. 
En 1938, il crée le Grenfell Baines Group, petite association informelle avec George Broadbent et Harry Walters. La guerre qui survient les aide à se développer, lorsqu'ils obtiennent de la English Electric Company toute une série de commandes pour produire des usines de construction aéronautique et des pistes d’atterrissage.
George Grenfell Baines attire alors l'attention du président de la English Electric Company, Lord Nelson, par son comportement peu traditionnel, mais efficace, lorsque, alors que les locaux de Preston viennent de brûler, on le retrouve avec son frère parmi les pompiers, le feu à peine éteint, pour effectuer des relevés des restes fumants de façon à pouvoir proposer un projet de reconstruction le plus rapidement possible. 
Dans l'Angleterre de l'après-guerre, l'expérience acquise est mise à profit, et Sir Hugh Casson lui demande de construire en 1951 un pavillon qui résumerait ce que l'architecture britannique savait faire de mieux. Sa société, renommée entretemps Grenfell Baines & Hargreaves, remporte alors marché sur marché, dans les domaines les plus divers : écoles, hôpitaux, universités, banques, bureaux commerciaux, ce qui lui donne l'occasion d'étendre considérablement la palette de compétences de son entreprise, puisqu'elle va compter 15 professions différentes aux côtés des architectes initiaux. À la grande fierté de l'architecte, son cabinet obtient ainsi de concevoir les plans des universités de Bradford et du Surrey, ou encore ceux de la Banque d'Angleterre à Leeds, le centre médical de la Reine de Nottingham (Queen's Medical Centre), ou encore, du grand hôpital de Leeds.

## Architecte novateur
L'une des grandes innovations qu'il apporte à la profession est de prendre conscience de la complexité croissance du métier d'architecte, et de mettre par conséquent sur pied des équipes pluridisciplinaires. 
« GG », ainsi qu'on le surnomme familièrement, fonde et dirige le Building Design Partnership (BDP), qui, au cours des 40 ans qui ont précédé sa mort, est peu à peu devenu un des acteurs importants de la profession, aux compétences et aux ramifications internationales multiples.  
Tout au long de sa vie, l'enseignement le passionne. En 1972, l'université de Sheffield l'invite à faire des suggestions pour la chaire d'architecture. Il recommande alors de fournir aux étudiants l'occasion de se frotter à la réalité du terrain, au cours de leurs études, un peu comme on le fait pour les étudiants en médecine. Il enseigne par ailleurs dans les universités des États-Unis et du Canada.